# أبو أحمد العسال
أبو أحمد محمد بن أحمد بن إبراهيم بن سليمان بن محمد بن سليمان بن عبد الله العنبري العسال الأصبهاني (269 هـ - 349 هـ)، قاض ومحدث من أئمة ورواة الحديث الثقات، كان حافظًا كبيرًا، قال أبو نعيم: أبو أحمد من كبار الناس في المعرفة والإتقان والحفظ، والتفسير، وعامة المسند، ولي القضاء بأصبهان، مقبول القول.

## روايته للحديث
- حدث عن أبيه، وسمع من أبي مسلم الكجي، ومحمد بن أيوب بن الضريس الرازي، وأبي بكر بن أبي عاصم، ومحمد بن أسد المديني صاحب أبي داود الطيالسي، ومحمد بن عثمان بن أبي شيبة، والحسن بن علي السري، وإبراهيم بن زهير الحلواني، ومطين، وأبي شعيب الحراني، وبكر بن سهل الدمياطي، وأمثالهم.
- حدث عنه: بنوه: أحمد، وإبراهيم، وسعيد، وعامر، وعبد الله، والعباس، وعبد الوهاب. حدث عن أبي أحمد أولاده: أبو جعفر أحمد، وأبو إسحاق إبراهيم، وأبو عامر عبد الوهاب، وأبو الفضل العباس، وأبو الحسين عامر، وأبو بكر عبد الله، وكان أربعة منهم معدلين محدثين، وهم: أحمد وإبراهيم وعامر وأبو بكر.
- وحدث عنه أيضًا: أبو أحمد عبد الله بن عدي، وأبو بكر بن المقرئ، وأبو عبد الله بن منده، وأبو بكر بن مردويه، وأبو بكر بن أبي علي، ومحمد بن عبد الله الرباطي، وأحمد بن إبراهيم القصار، وأحمد بن محمد بن عبد الله بن ماجه المؤدب، وأبو سعيد النقاش، ومحمد بن علي بن مصعب، وأبو نعيم.[2]

## آراء العلماء فيه
- أبو الحسن بن الفرات: ثقة جميل الأمر ذو هيأة
- أبو نعيم الأصبهاني: سمعت منه ببغداد وهو ثقة، مقبول القول، من كبار الناس في المعرفة والإتقان والحفظ
- أبو يعلى الخليلي: حافظ متقن علام بهذا الشأن
- ابن السمعاني: إمام كبير جليل القدر أحد أئمة الحديث فهما وإتقانا وأمانة
- ابن درباس: هو أحد الأئمة في الحديث فهما واتقانا وأمانة
- ابن ناصر الدين الدمشقي: كان حافظا كبيرا متقنا
- خير الدين الزركلي: قاض من العلماء بالحديث متفنن من أهل أصبهان
- عبد الحي بن العماد الحنبلي: كان من أئمة هذا الشأن
- عبد الرحمن بن محمد بن منده الأصبهاني: كتبت عن ألف شيخ لم أر فيهم أتقن من أبي أحمد العسال
- محمد بن أحمد بن أبي علي: الثقة المأمون الكبير في الحفظ والإتقان.[2]

## مؤلفاته
له مصنفات، منها: كتاب «الرؤية» وكتاب «العظمة» وكتاب «المعرفة في السنة المكرمة».